# Larrea (botanica)
Larrea Cav. è un genere di piante della famiglia Zygophyllaceae.
Comprende arbusti sempreverdi, diffusi nelle aree desertiche del Nuovo Mondo, con una distribuzione che si estende dagli USA sud-occidentali fino all'America meridionale.

## Tassonomia
In questo genere sono riconosciute 6 specie:
- Larrea ameghinoi Speg.
- Larrea cuneifolia Cav.
- Larrea divaricata Cav.
- Larrea nitida Cav.
- Larrea simulans Sandwith
- Larrea tridentata (DC.) Coville – Larrea o Chapparal